# WTA Madrid

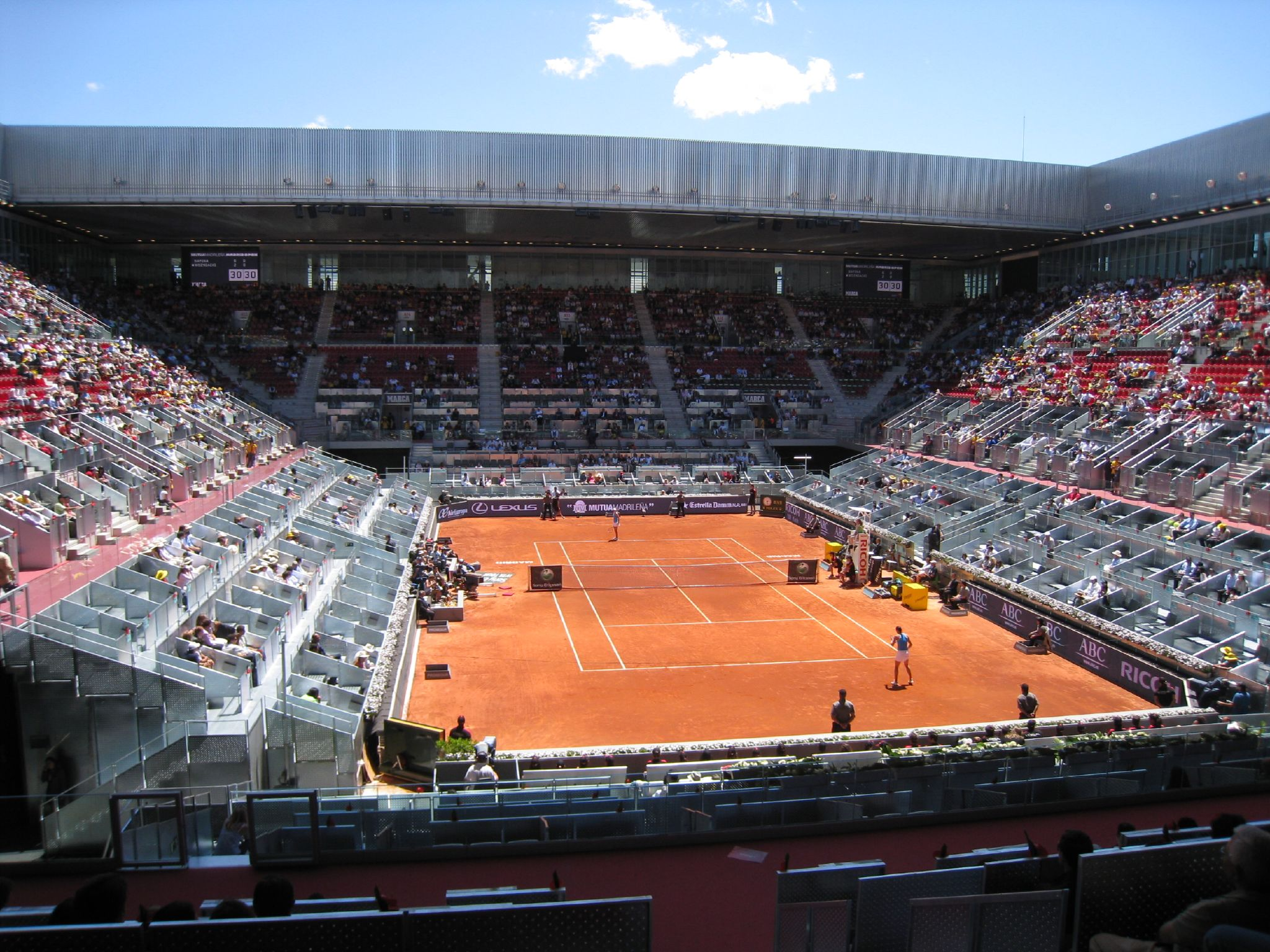
Spielszene 2009: Caroline Wozniacki gegen Dinara Safina

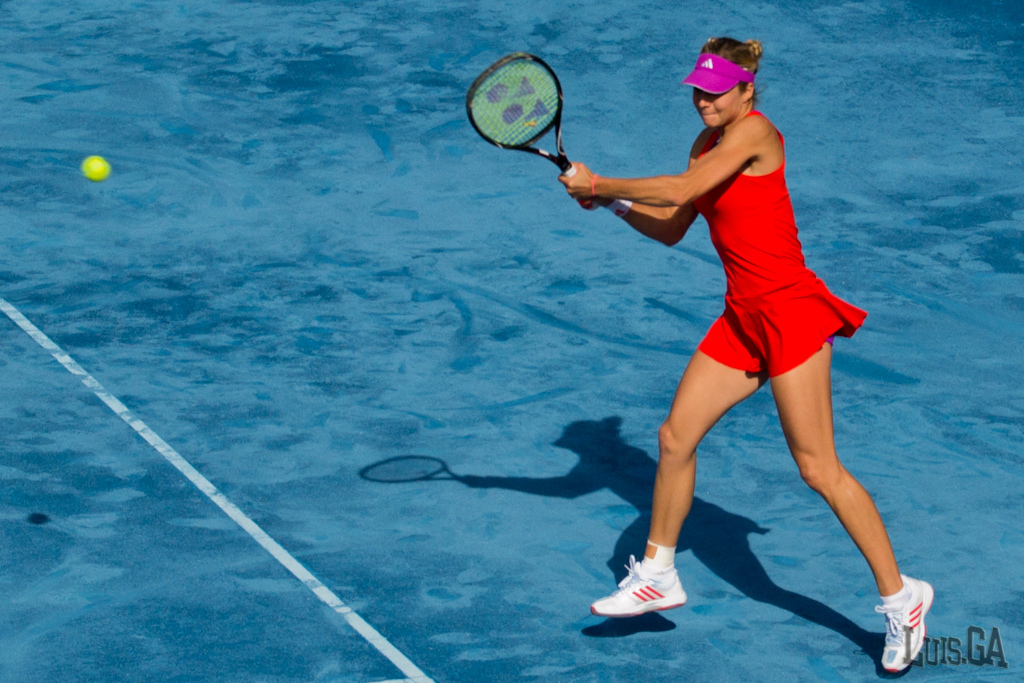
Marija Kirilenko im Jahr 2012 auf dem umstrittenen blauen Sand

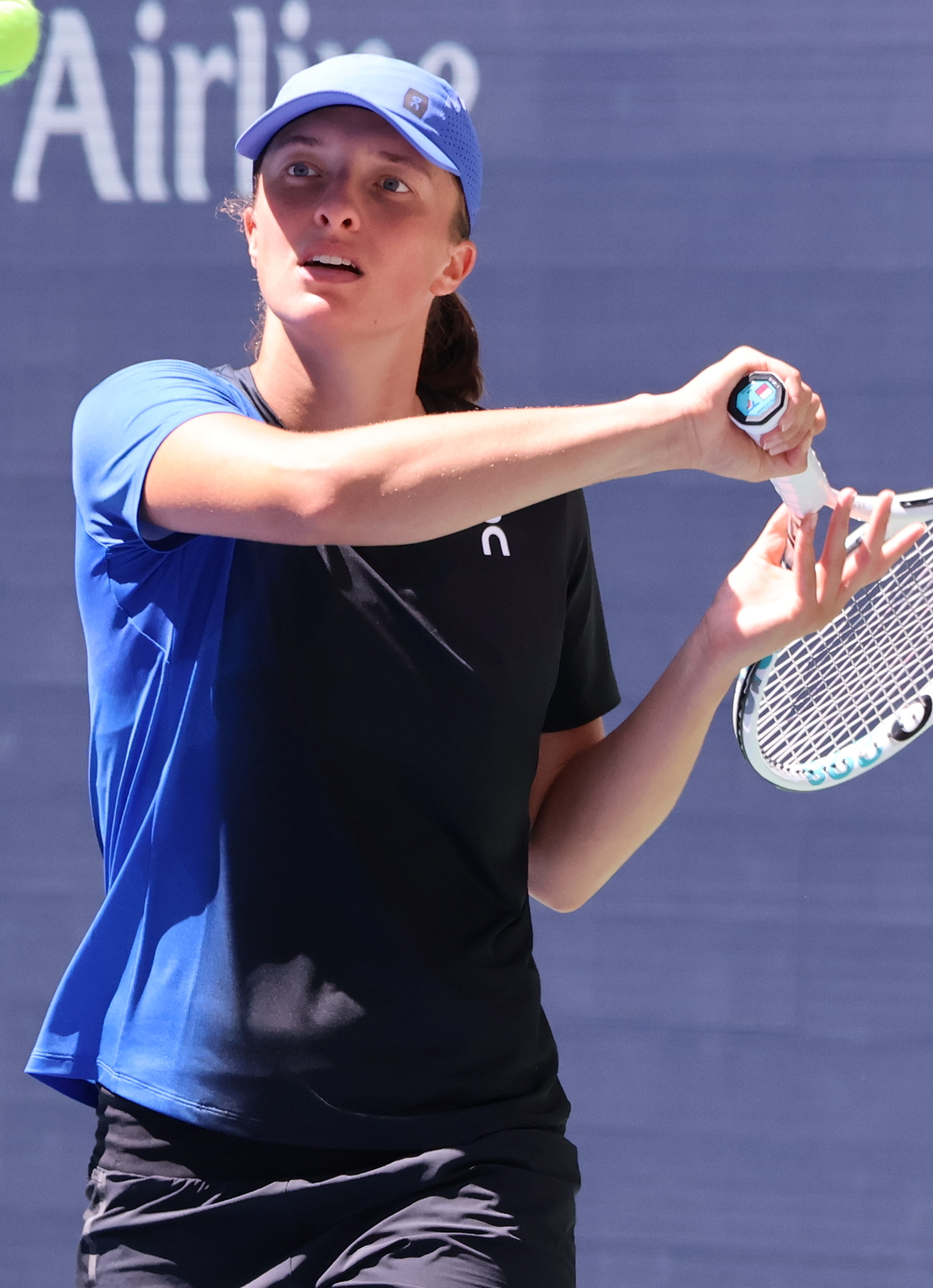
Iga Świątek, Siegerin 2024

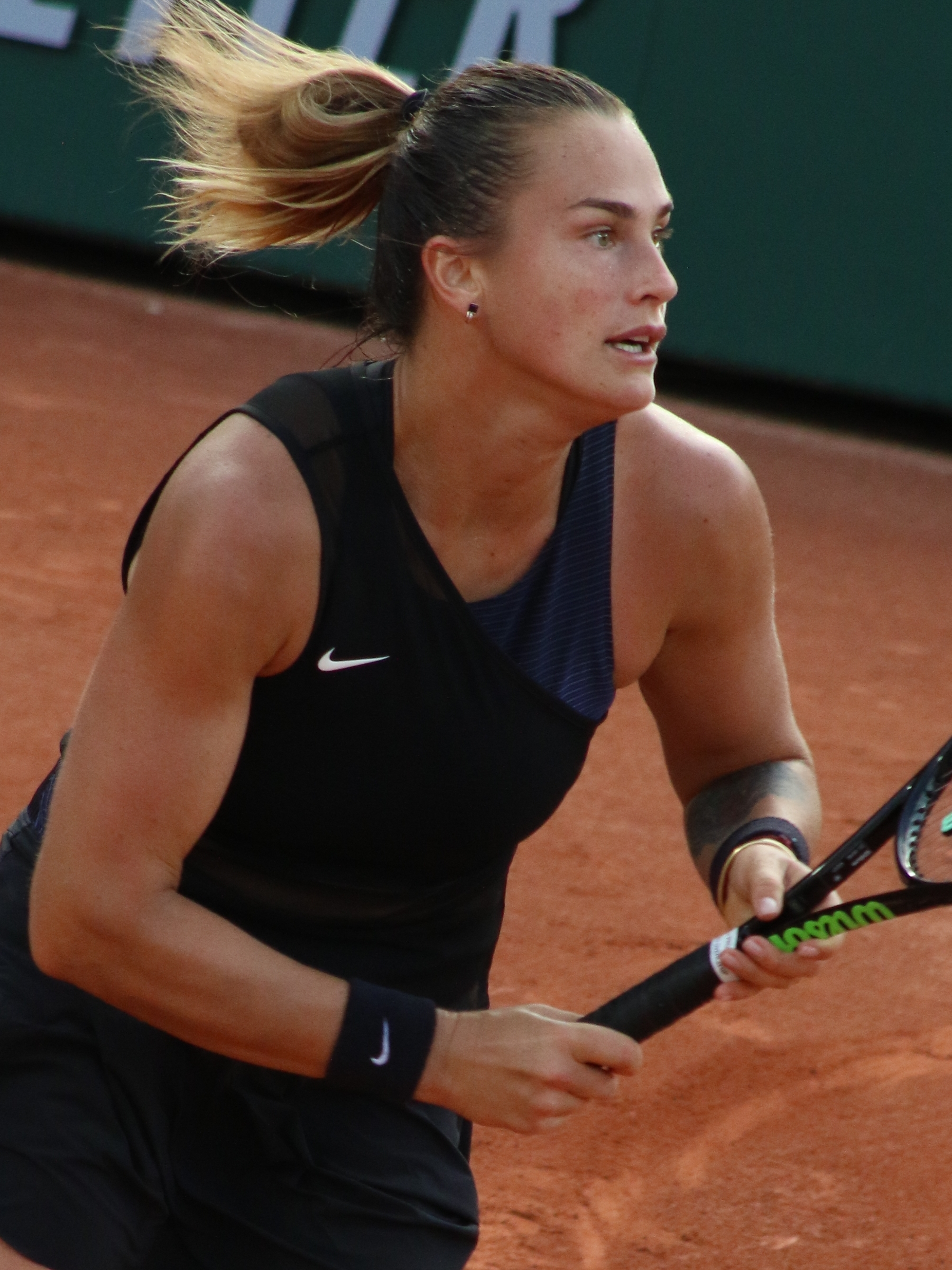
Aryna Sabalenka, Siegerin 2021, 2023 und 2025

Das WTA-Turnier von Madrid (offiziell Mutua Madrid Open, zuvor Mutua Madrileña Madrid Open) ist ein Tennisturnier der WTA Tour.
Der Sandplatzwettbewerb wird seit 2009 in Madrid ausgetragen und gehört zu den 1000-Turnieren, nach den Grand-Slam-Turnieren und dem Saisonfinale die höchstdotierten Veranstaltungen im Damentennis. Spielstätte ist der Sportkomplex Caja Mágica.
In den Jahren 1996 bis 2003 fanden in Madrid die International Championships of Spain statt, die seit 2007 (wie schon vor 1996) wieder in Barcelona ausgetragen werden.
Im Jahr 2012 wurde das Turnier einmalig auf einem umstrittenen blauen Sand ausgetragen.

## Siegerliste

### Einzel
| Jahr                                        | Siegerin                                   | Finalgegnerin                              | Ergebnis                                   |                                            |
| ------------------------------------------- | ------------------------------------------ | ------------------------------------------ | ------------------------------------------ | ------------------------------------------ |
| ↓ Kategorie: Tier II ↓                      |                                            |                                            |                                            |                                            |
| 1996                                        | Jana Novotná                               | Magdalena Maleewa                          | 4:6, 6:4, 6:3                              |                                            |
| ↓ Kategorie: Tier III ↓                     |                                            |                                            |                                            |                                            |
| 1997                                        | Jana Novotná                               | Monica Seles                               | 7:5, 6:1                                   |                                            |
| 1998                                        | Patty Schnyder                             | Dominique van Roost                        | 3:6, 6:4, 6:0                              |                                            |
| 1999                                        | Lindsay Davenport                          | Paola Suárez                               | 6:1, 6:3                                   |                                            |
| 2000                                        | Gala León García                           | Fabiola Zuluaga                            | 4:6, 6:2, 6:2                              |                                            |
| 2001                                        | Arantxa Sánchez Vicario                    | Ángeles Montolio                           | 7:5, 6:0                                   |                                            |
| 2002                                        | Monica Seles                               | Chanda Rubin                               | 6:4, 6:2                                   |                                            |
| 2003                                        | Chanda Rubin                               | María Sánchez Lorenzo                      | 6:4, 5:7, 6:4                              |                                            |
| 2004–2008 gab es kein WTA-Turnier in Madrid |                                            |                                            |                                            |                                            |
| ↓ Kategorie: WTA Premier Mandatory ↓        |                                            |                                            |                                            |                                            |
| 2009                                        | Dinara Safina                              | Caroline Wozniacki                         | 6:2, 6:4                                   |                                            |
| 2010                                        | Aravane Rezaï                              | Venus Williams                             | 6:2, 7:5                                   |                                            |
| 2011                                        | Petra Kvitová                              | Wiktoryja Asaranka                         | 7:63, 6:4                                  |                                            |
| 2012                                        | Serena Williams                            | Wiktoryja Asaranka                         | 6:1, 6:3                                   |                                            |
| 2013                                        | Serena Williams                            | Marija Scharapowa                          | 6:1, 6:4                                   |                                            |
| 2014                                        | Marija Scharapowa                          | Simona Halep                               | 1:6, 6:2, 6:3                              |                                            |
| 2015                                        | Petra Kvitová                              | Swetlana Kusnezowa                         | 6:1, 6:2                                   |                                            |
| 2016                                        | Simona Halep                               | Dominika Cibulková                         | 6:2, 6:4                                   |                                            |
| 2017                                        | Simona Halep                               | Kristina Mladenovic                        | 7:5, 6:75, 6:2                             |                                            |
| 2018                                        | Petra Kvitová                              | Kiki Bertens                               | 7:66, 4:6, 6:3                             |                                            |
| 2019                                        | Kiki Bertens                               | Simona Halep                               | 6:4, 6:4                                   |                                            |
| 2020                                        | aufgrund der Covid-19-Pandemie ausgefallen | aufgrund der Covid-19-Pandemie ausgefallen | aufgrund der Covid-19-Pandemie ausgefallen | aufgrund der Covid-19-Pandemie ausgefallen |
| ↓ Kategorie: WTA 1000 ↓                     |                                            |                                            |                                            |                                            |
| 2021                                        | Aryna Sabalenka                            | Ashleigh Barty                             | 6:0, 3:6, 6:4                              |                                            |
| 2022                                        | Ons Jabeur                                 | Jessica Pegula                             | 7:5, 0:6, 6:2                              |                                            |
| 2023                                        | Aryna Sabalenka                            | Iga Świątek                                | 6:3, 3:6, 6:3                              |                                            |
| 2024                                        | Iga Świątek                                | Aryna Sabalenka                            | 7:5, 4:6, 7:67                             |                                            |
| 2025                                        | Aryna Sabalenka                            | Coco Gauff                                 | 6:3, 7:63                                  |                                            |

### Doppel
| Jahr                                        | Siegerinnen                                 | Finalgegnerinnen                            | Ergebnis                                   |                                            |
| ------------------------------------------- | ------------------------------------------- | ------------------------------------------- | ------------------------------------------ | ------------------------------------------ |
| ↓ Kategorie: Tier II ↓                      |                                             |                                             |                                            |                                            |
| 1996                                        | Jana Novotná Arantxa Sánchez Vicario        | Sabine Appelmans Miriam Oremans             | 7:6, 6:2                                   |                                            |
| ↓ Kategorie: Tier III ↓                     |                                             |                                             |                                            |                                            |
| 1997                                        | Mary Joe Fernández Arantxa Sánchez Vicario  | Inés Gorrochategui Irina Spîrlea            | 6:3, 6:2                                   |                                            |
| 1998                                        | Florencia Labat Dominique van Roost         | Rachel McQuillan Nicole Pratt               | 6:3, 6:1                                   |                                            |
| 1999                                        | Virginia Ruano Pascual Paola Suárez         | Maria Fernanda Landa Marlene Weingärtner    | 6:2, 0:6, 6:0                              |                                            |
| 2000                                        | Lisa Raymond Rennae Stubbs                  | Gala León García María Sánchez Lorenzo      | 6:1, 6:3                                   |                                            |
| 2001                                        | Virginia Ruano Pascual Paola Suárez         | Lisa Raymond Rennae Stubbs                  | 7:5, 2:6, 7:64                             |                                            |
| 2002                                        | Martina Navratilova Natallja Swerawa        | Rossana de los Ríos Arantxa Sánchez Vicario | 6:2, 6:3                                   |                                            |
| 2003                                        | Jill Craybas Liezel Huber                   | Rita Grande Angelique Widjaja               | 6:4, 7:6                                   |                                            |
| 2004–2008 gab es kein WTA-Turnier in Madrid |                                             |                                             |                                            |                                            |
| ↓ Kategorie: WTA Premier Mandatory ↓        |                                             |                                             |                                            |                                            |
| 2009                                        | Cara Black Liezel Huber                     | Květa Peschke Lisa Raymond                  | 4:6, 6:3, [10:6]                           |                                            |
| 2010                                        | Serena Williams Venus Williams              | Gisela Dulko Flavia Pennetta                | 6:2, 7:5                                   |                                            |
| 2011                                        | Wiktoryja Asaranka Marija Kirilenko         | Květa Peschke Katarina Srebotnik            | 6:4, 6:3                                   |                                            |
| 2012                                        | Sara Errani Roberta Vinci                   | Jekaterina Makarowa Jelena Wesnina          | 6:1, 3:6, [10:4]                           |                                            |
| 2013                                        | Anastassija Pawljutschenkowa Lucie Šafářová | Cara Black Marina Eraković                  | 6:2, 6:4                                   |                                            |
| 2014                                        | Sara Errani Roberta Vinci                   | Garbiñe Muguruza Carla Suárez Navarro       | 6:3, 6:4                                   |                                            |
| 2015                                        | Casey Dellacqua Jaroslawa Schwedowa         | Garbiñe Muguruza Carla Suárez Navarro       | 6:3, 6:74, [10:5]                          |                                            |
| 2016                                        | Caroline Garcia Kristina Mladenovic         | Martina Hingis Sania Mirza                  | 6:4, 6:4                                   |                                            |
| 2017                                        | Chan Yung-jan Martina Hingis                | Tímea Babos Andrea Hlaváčková               | 6:4, 6:3                                   |                                            |
| 2018                                        | Jekaterina Makarowa Jelena Wesnina          | Tímea Babos Kristina Mladenovic             | 2:6, 6:4, [10:8]                           |                                            |
| 2019                                        | Hsieh Su-wei Barbora Strýcová               | Gabriela Dabrowski Xu Yifan                 | 6:3, 6:1                                   |                                            |
| 2020                                        | aufgrund der Covid-19-Pandemie ausgefallen  | aufgrund der Covid-19-Pandemie ausgefallen  | aufgrund der Covid-19-Pandemie ausgefallen | aufgrund der Covid-19-Pandemie ausgefallen |
| ↓ Kategorie: WTA 1000 ↓                     |                                             |                                             |                                            |                                            |
| 2021                                        | Barbora Krejčíková Kateřina Siniaková       | Gabriela Dabrowski Demi Schuurs             | 6:4, 6:3                                   |                                            |
| 2022                                        | Gabriela Dabrowski Giuliana Olmos           | Desirae Krawczyk Demi Schuurs               | 7:61, 5:7, [10:7]                          |                                            |
| 2023                                        | Wiktoryja Asaranka Beatriz Haddad Maia      | Cori Gauff Jessica Pegula                   | 6:1, 6:4                                   |                                            |
| 2024                                        | Cristina Bucșa Sara Sorribes Tormo          | Barbora Krejčíková Laura Siegemund          | 6:0, 6:2                                   |                                            |
| 2025                                        | Sorana Cîrstea Anna Kalinskaja              | Weronika Kudermetowa Elise Mertens          | 6:710, 6:2, [12:10]                        |                                            |